# Episodi di Gormiti - The New Era
Lista degli episodi della serie live action Gormiti - The New Era in onda dal 28 ottobre all'8 novembre 2024 su Rai 2, dal 4 novembre dello stesso anno su Rai Gulp e in streaming su RaiPlay.

## Prima stagione
| Prima parte   | Prima parte             | Prima parte     |
| Nr            | Titolo                  | Prima visione   |
| ------------- | ----------------------- | --------------- |
| 1             | I prescelti             | 28 ottobre 2024 |
| 2             | Il consiglio di Gorm    | 28 ottobre 2024 |
| 3             | La forza dell'unione    | 30 ottobre 2024 |
| 4             | L'addestramento         | 30 ottobre 2024 |
| 5             | Parola di Gormita       | 31 ottobre 2024 |
| 6             | Acque avvelenate        | 31 ottobre 2024 |
| 7             | L'anello debole         | 1 novembre 2024 |
| 8             | La via degli elementi   | 1 novembre 2024 |
| 9             | Verità scomode          | 2 novembre 2024 |
| 10            | Il potere della fusione | 2 novembre 2024 |
| Seconda parte |                         |                 |
| Nr            | Titolo                  | Prima visione   |
| 11            | Novità in vista         | 4 novembre 2024 |
| 12            | Missione di salvataggio | 4 novembre 2024 |
| 13            | Un aiuto dal passato    | 5 novembre 2024 |
| 14            | Forza, Scion!           | 5 novembre 2024 |
| 15            | Una nuova minaccia      | 6 novembre 2024 |
| 16            | Al buio                 | 6 novembre 2024 |
| 17            | La scelta giusta        | 7 novembre 2024 |
| 18            | La nube oscura          | 7 novembre 2024 |
| 19            | Colpo di scena          | 8 novembre 2024 |
| 20            | La resa dei conti       | 8 novembre 2024 |